# 小蓬竹
小蓬竹（学名：Drepanostachyum luodianense）为禾本科镰序竹属下的一个种。

## 扩展阅读
- 維基物種上的相關：小蓬竹